# Венчурный бизнес
Ве́нчурный би́знес (от англ. venture — рискованный) — рискованный научно-технический или технологический бизнес.
Сформировался он впервые в современном виде в Кремниевой долине в США, и оттуда постепенно распространился с национальными отличиями по всем развитым и крупным развивающимся странам (Китай, Индия, Бразилия и другие).
Венчурный бизнес (кратко — венчур) имеет особое значение в процессах создания эффективной и конкурентоспособной современной экономики.
Высокие технологии, создаваемые на базе венчура, позволяют стране с «догоняющей экономикой» приблизиться в обозримом будущем по душевым доходам к развитым странам мира. Так, например, Новая Зеландия, страна с самым развитым в мире сельским хозяйством, остается в нижней части списка развитых стран мира по ВВП на душу населения. В то же время Сингапур, сумевший поставить у себя на высоком уровне инновационный венчурный бизнес, сравнялся по этому показателю с передовыми странами мира.
Миссию создания кластеров высоких технологий и выполняет венчурный инновационный бизнес. Венчурный бизнес является ведущей креативной частью волнового инновационного процесса, так сказать, его системным ядром.
Развитый венчурный технологический бизнес является тем базовым сектором постиндустриальной и новой экономикой, который определяет способность страны удерживать конкурентоспособные мировые позиции в передовых технологиях.

## История создания и развития венчурного бизнеса
Венчурный бизнес начал формироваться правительством в США в 1950-х годах. Был создан с этой целью специальный институт — SBA (Small Business Administration) и принят специальный закон об инвестициях в малый бизнес. Государство начало осуществлять льготное кредитование малого бизнеса. В случае одобрения со стороны SBA какого-либо проекта государство предоставляло льготный кредит под него.
Основные волны развития венчурного бизнеса в США были следующие:
1) 1970 годы — полупроводники и биотехнологии (генная инженерия); 2) 1980 годы — персональные компьютеры; 3) 1990 годы — Интернет-бизнес.
Эксперты полагают, что следующими волнами развития венчурного бизнеса будут:
- технологии безопасности в широком смысле (личной, информационной, корпоративной, государственной и т. д.);
- нанотехнологии;
- биотехнологии.

Для стран с догоняющей экономикой организация венчурного бизнеса в передовых странах может служить моделью, к реализации которой необходимо стремиться.
Опыт финансирования развития венчурного бизнеса странами с «догоняющей» экономикой (Япония, Сингапур, Финляндия, Израиль, Тайвань, Южная Корея) подтверждает, что государство с высокой степенью коррумпированности бюрократии является неэффективным прямым инвестором.
Смешанное или прямое государственное инвестиционное финансирование венчурных проектов оказалось достаточно эффективным в развитых странах со слабо коррумпированной бюрократией — Финляндии, США.
Страны с догоняющими экономиками создают привлекательные условия для венчурных предпринимателей и менеджеров из США и других передовых стран. Так Израиль путём софинансирования частных фондов и принятия части рисков на государство сумел сравнительно быстро привлечь иностранных венчурных инвесторов и менеджеров и перенять их опыт.
Сингапур прошел иной путь. Инвестиции им делались в 1980-х годах в Силиконовую долину, прибыль там же реинвестировалась.
Постепенно у сингапурцев сложились с американскими венчурными предпринимателями и менеджерами прочные связи. И венчурные предприниматели пришли непосредственно в Сингапур к своим партнерам.
Появление национальных венчурных предпринимателей в развивающейся стране в сравнительно короткие сроки маловероятно. Их выращивают с помощью «учителей» из развитых стран.

## Венчурное инвестирование
Страны, создавшие венчурный бизнес, использовали: 1) прямые государственные инвестиции в компании; 2) гос. инвестиции в частные венчурные фонды; 3) смешанное инвестирование.
В развивающихся странах использовалась вторая схема: создавался государственный фонд. Он осуществлял инвестиции в частные венчурные фонды. Последние осуществляли инвестиции в венчурные проекты. Причем в качестве совладельцев в частные фонды за счет льготного финансирования привлекались венчурные предприниматели из передовых стран.
Для успешного развития венчурного бизнеса необходимы:

— долгосрочная государственная инновационная политика и конкретная программа софинансирования венчурного бизнеса;

— значительные инвестиции в развитие человеческого капитала — основы создания и эффективности венчурного бизнеса;

— венчурные предприниматели (бизнес-ангелы), которые, как правило, вырастают из венчурных менеджеров;

— венчурные менеджеры;

— развитые фундаментальная и прикладная науки, способные производить открытия, изобретения и новшества для венчурного бизнеса;

— современная и развитая система образования;

— конкурентная среда в венчурном бизнесе.
Особенностью венчурного бизнеса является очень высокий интеллектуальный и профессиональный уровень венчурных предпринимателей и менеджеров. Подобных профессионалов чрезвычайно сложно вырастить. Их знания и опыт лежат на пересечении фундаментальной и прикладной наук, инновационного менеджмента, знаний высокотехнологичных производств. Поэтому программы и проекты создания национального венчурного бизнеса должны быть комплексными и системными, решающими задачи полноценного финансирования, подготовки специалистов, создания инфраструктуры, системы безопасности и пр.
Венчурная фирма в своем развитии проходит следующие стадии: семенная стадия (прединвестиционное финансирование компаниями — фондами посевного капитала — на самом раннем этапе) → старт → ранний рост → экспансия → IPO или продажа стратегическому инвестору.
Основным интенсивным фактором развития венчура является высококачественный человеческий капитал.

## Классификация компаний
В венчурном бизнесе принята следующая классификация компаний: 
- Seed - (букв. - «компания для посева»): по сути, это - только проект или бизнес-идея, которую необходимо профинансировать для проведения дополнительных исследований или создания пилотных образцов продукции перед выходом на рынок;
- Start up - (букв. - «только возникла компания»): недавно образованная компания, не имеет длительной рыночной истории. Финансирование для таких компаний необходимо для проведения научно-исследовательских работ и начала продаж;
- Early stage (начальная стадия): компании, имеющие готовую продукцию и находятся на самой начальной стадии ее коммерческой реализации. Такие компании могут не иметь прибыли, и, кроме того, могут требовать дополнительного финансирования для завершения научно-исследовательских работ;
- Expansion (расширение): компании, которым требуются дополнительные вложения для финансирования своей деятельности. Инвестиции могут быть использованы ими для расширения объемов производства и сбыта, проведения дополнительных маркетинговых исследований, увеличение основных фондов или рабочего капитала.